# Kabinett Christofias II

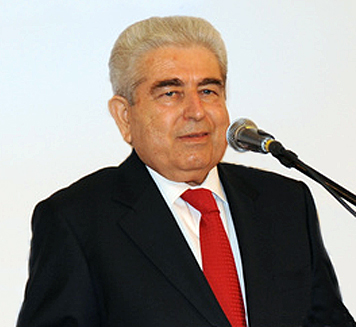
Präsident Christofias 2011

Das Kabinett Dimitris Christofias II  stellte zwischen August 2011 und Februar 2013 die Regierung der Republik Zypern und löste das Kabinett Dimitris Christofias I ab.

## Prolog
Aufgrund der Bankenkrise in Zypern forderte Präsident Christofias Ende Juli 2011 den Rücktritt aller amtierenden Minister und besetzte sein Kabinett kurz darauf neu.

## Mitglieder des Kabinetts

Wappen der Republik Zypern

| Ministerium                                            | Amtsinhaber                          | Griechische Schreibweise |
| ------------------------------------------------------ | ------------------------------------ | ------------------------ |
| Ministerpräsident                                      | Dimitris Christofias                 | Δημήτρης Χριστόφιας      |
| Außenminister                                          | Erato Kozakou-Marcoullis             | Ερατώ Κοζάκου-Μαρκουλλή  |
| Innenminister                                          | Neoklis Silikiotis                   | Νεοκλής Συλικιώτης       |
| Innenminister                                          | Eleni Mavrou ab 20. März 2012        | Ελένη Μαύρου             |
| Finanzminister                                         | Kikis Kazamias                       | Κίκης Καζαμίας           |
| Finanzminister                                         | Vasos Shiarly ab 23. März 2012       | Βάσος Σιαρλή             |
| Verteidigungsminister                                  | Dimitris Iliadis                     | Δημήτρης Ηλιάδης         |
| Verkehrsminister                                       | Euthimios Flourentzos                | Ευθύμιος Φλουρέντζος     |
| Arbeitsminister                                        | Sotiroula Charalampus                | Σωτηρούλα Χαραλάμπους    |
| Bildungs- und Kulturminister                           | Giorgos Dimosthenous                 | Γιώργος Δημοσθένους      |
| Minister für Wirtschaft Industrie und Tourismus        | Praxoula Antoniadou                  | Πραξούλα Αντωνιάδου      |
| Minister für Wirtschaft Industrie und Tourismus        | Neoklis Silikiotis ab 20. März 2012  | Νεοκλής Συλικιώτης       |
| Gesundheitsminister                                    | Stavros Malas                        | Σταύρος Μαλάς            |
| Gesundheitsminister                                    | Androula Agrotou ab 15. Oktober 2012 | Ανδρούλα Αγρότου         |
| Agrar- und Umweltminister                              | Sofoklis Aletratis                   | Σοφοκλής Αλετράρης       |
| Ministerium für Gerechtigkeit und öffentlicher Ordnung | Loukas Louka                         | Λουκάς Λουκά             |
| Regierungssprecher                                     | Stefanos Stefanou                    | Στέφανος Στεφάνου        |

## Abfolge
Am 28. Februar 2013 wurde das Kabinett Christofias II durch das Kabinett Nikos Anastasiadis I abgelöst.